# Carolana
Carolana is een geslacht van vlinders van de familie sikkelmotten (Oecophoridae), uit de onderfamilie Oecophorinae.

## Soorten
- C. ascriptella Busck, 1908
- C. golmeia Hodges, 1974